# فاطمة مونتانيو
فاطمة مونتيانو رينتيريا (ولدت في 2 أكتوبر 1984) هي لاعبة كرة قدم كولومبية تلعب كظهير أيسر. كانت عضوًا في المنتخب الوطني للسيدات في كولومبيا.

## روابط خارجية
- فاطمة مونتانيو على موقع الاتحاد الدولي (مؤرشف)  (الإنجليزية)
- فاطمة مونتانيو على موقع الاتحاد الأوربي (الإنجليزية)
- فاطمة مونتانيو على موقع قاعدة بيانات كرة القدم.إي يو (الإنجليزية)